# Guillaume de Bohun

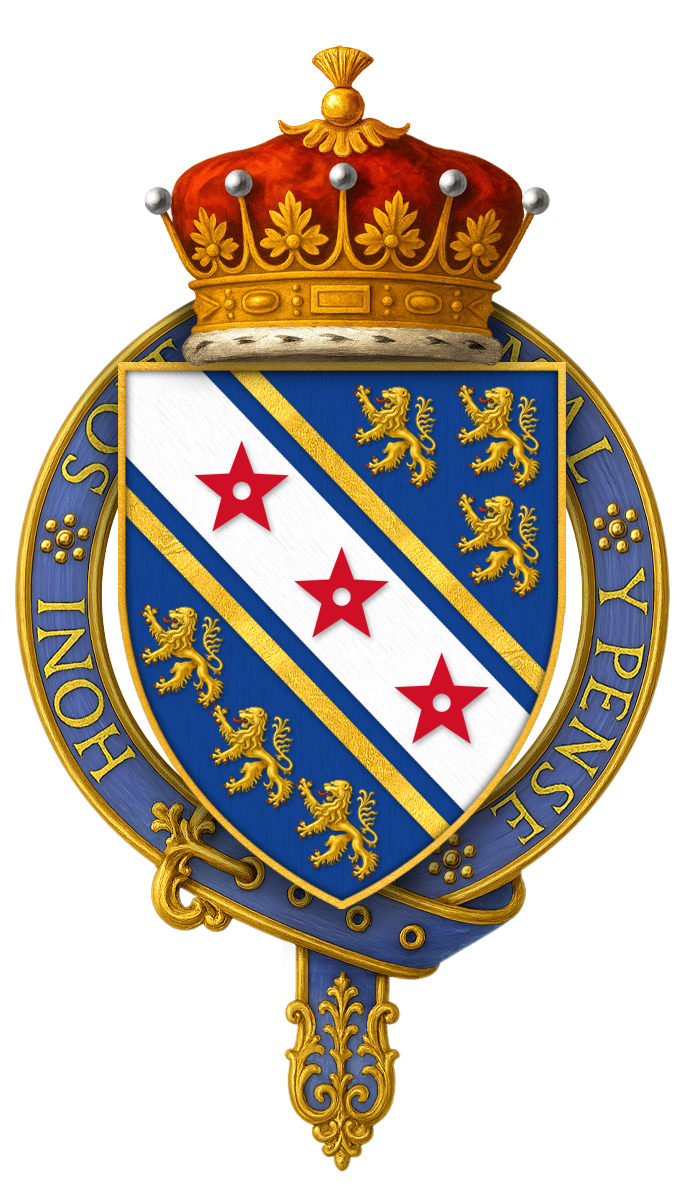
Armes de Sir William de Bohun, 1er comte de Northampton, KG

Pour les articles homonymes, voir Bohun.
Pour les autres membres de la famille, voir Famille de Bohun.
Guillaume de Bohun (Caldecot (en), Northamptonshire, vers 1312 – 16 septembre 1360), 1er comte de Northampton, est un homme de guerre et diplomate anglais qui s'illustra dans de nombreuses campagnes militaires en France et en Grande-Bretagne (il apparaît à ce titre dans la mini-série historique et romanesque des Rois maudits).

## Biographie
Né à Caldecot (en) près de Northampton, Guillaume de Bohun est issu d'une famille anglo-normande originaire du Cotentin, dont une partie a fait souche outre-Manche. Son ancêtre est Onfroi de Bohon ou Bohun, dit « le Barbu », un Normand de l'ouest du duché de Normandie, compagnon d'arme du duc Guillaume le Bâtard (surnommé le « Conquérant » après sa conquête de l'Angleterre). Après la bataille d'Hastings, Onfroi reçoit des terres dans le pays conquis, notamment dans le Norfolk. Sa famille s'enracine de ce fait dans le royaume.
William de Bohun est le fils d'Humphrey de Bohun (1276-1322), 4e comte d'Hereford et 3e comte d'Essex, et d'Élisabeth d'Angleterre (1282-1316), fille du roi Édouard Ier et d'Éléonore de Castille. Il a un frère jumeau nommé Edouard, mort en 1334.
Au début des années 1330, déjà très riche et bien doté en terres, il reçoit de nouvelles possessions dans le Berkshire, dans l'Oxfordshire, dans le Buckinghamshire, dans le Lincolnshire, dans le Nottinghamshire, dans le Gloucestershire, dans l'Essex, et enfin, dans le Sussex. Il est créé comte de Northampton le 16 mars 1337. Son frère Humphrey (en) lui confère l'office de Constable d'Angleterre à vie en juin 1338.
En 1339, il accompagne le roi Édouard III en Flandre et participe en France et en Écosse à de nombreuses campagnes militaires, ainsi qu'à la victoire anglaise de L'Écluse. À Crécy, il commande des troupes avec succès.
Grand homme de guerre et grand diplomate, Guillaume négocie avec succès deux traités avec le royaume de France en 1343 et 1350. Il négocie également avec le royaume écossais pour la libération de David Bruce, captif des Anglais.
En 1349, il devient chevalier de l'Ordre de la Jarretière.
Guillaume de Bohun meurt à Londres le 16 septembre 1360 et est inhumé à Saffron Walden dans le comté d'Essex.

## Famille et descendance
Il épouse en 1335 Élisabeth de Badlesmere, veuve d'Edmond Mortimer.
Son fils Humphrey lui succède. Ce dernier hérite plus tard du titre principal de la famille de Bohun et devient 7e comte d'Hereford.
Sa fille Élisabeth de Bohun est mariée à Richard Fitzalan, 4e comte d'Arundel.

## Ascendance

### Sources
- (en) W. M. Ormrod, "Bohun, William de, first earl of Northampton (c.1312–1360)", Oxford Dictionary of National Biography, Oxford University Press, 2004. [consulté le 20 décembre 2016]
- Jean Le Melletier, Les Seigneurs de Bohun, illustre famille anglo-normande, Arnaud-Bellée, 1978.